# Dracoraptor
Dracoraptor (il cui nome significa "drago ladro") è un genere estinto di dinosauro teropode del clade dei Neotheropoda, vissuto nel Giurassico inferiore circa 201-199 milioni di anni fa, in quello che è oggi il Galles. L'unica specie ascritta a questo genere è D. hanigani.

## Descrizione

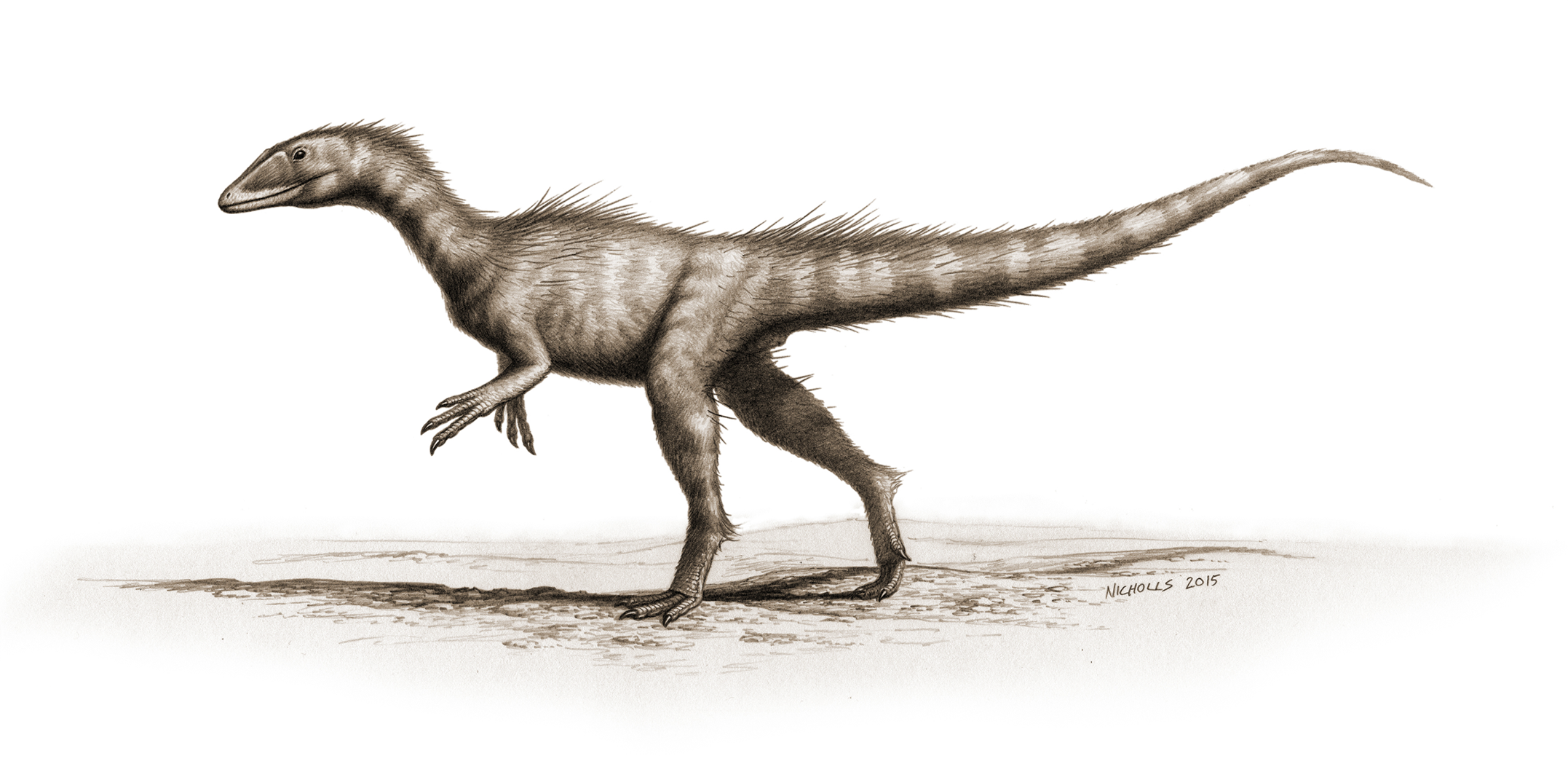
Ricostruzione aggiornata di D. hanigani.

Il Dracoraptor era un basale dinosauro teropode che camminava su due zampe. Il fossile scoperto in Galles è lungo circa 2,1 metri (7 ft), tuttavia si tratta di un esemplare giovane, per cui gli studiosi hanno stimato una lunghezza di 3 metri (10 ft) per gli adulti. Nonostante la sua bassa posizione tassonomica, alcuni scienziati pensano che questo animale possedesse uno strato di piume o protopiume su parte del corpo, come altri teropodi primitivi come il Dilophosaurus.
Lo studio condotto nel 2016, ha riscontrato alcune autapomorfie: la premascella contiene solo tre denti (un tratto piuttosto basale per un teropode), l'osso giugale ha un ramo anteriore molto sottile che corre lungo la mascella, l'osso esterno della narice è molto grande e ha un sottile ramo osseo sotto di esso. L'osso pubico è obliquamente diretto verso la parte anteriore ed è considerevolmente più lungo dell'ischio. Il quarto tarso ha un processo osseo sul lato superiore.

## Classificazione
L'analisi cladistica del 2016, ha stabilito che il Dracoraptor è un membro assai basale, posizionato alla base dell'albero evolutivo dei Neotheropoda. È stato avvicinato anche come membro basale dei Coelophysoidea.

## Storia della scoperta

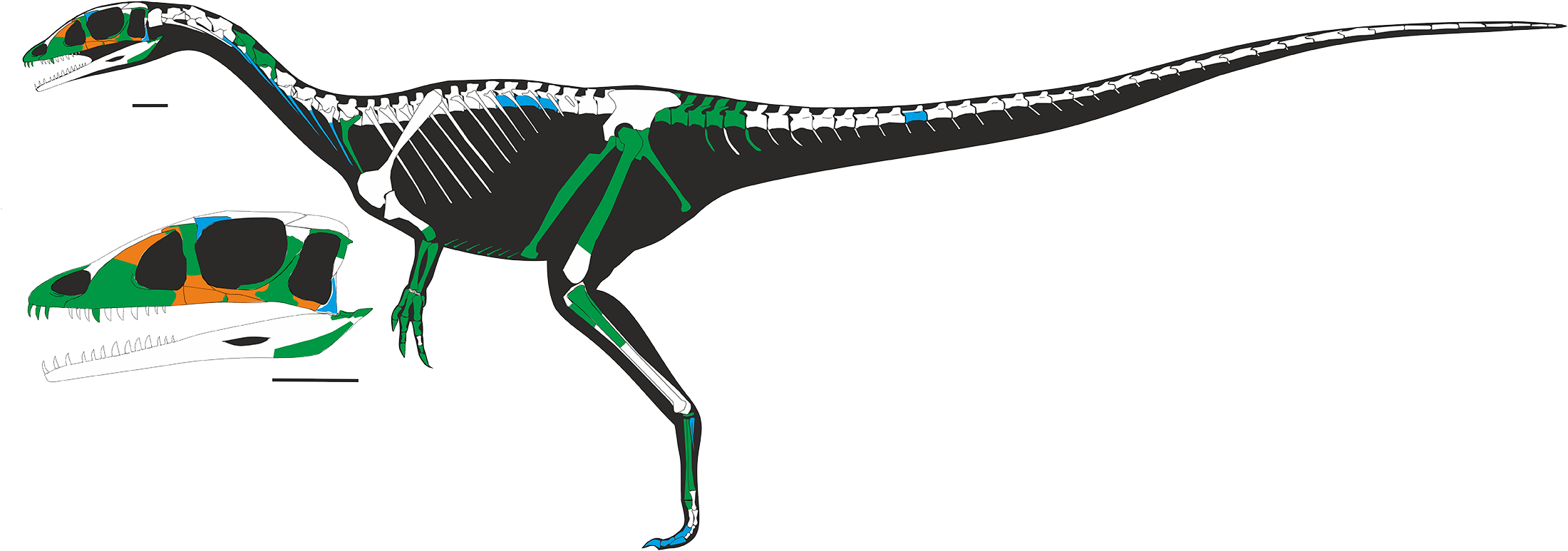
Ricostruzione dello scheletro di D. hanigani. In verde le ossa conosciute.

I fossili del Dracoraptor furono scoperti tra il 2014 e il 2015 nei pressi della città gallese di Penarth. Nel mese di marzo del 2014, Nick e Rob Hanigan scoprirono a Lavernock Point, il grande capo sud di Cardiff, alcune lastre di pietra contenenti dei fossili, tali rocce erano cadute dalla scogliera da ben sette metri. Recuperati i fossili, Judith Adams e Philip Manning della University of Manchester, usarono i raggi X e la tomografia computerizzata per scansionare dei fossili. I resti furono donati al Amgueddfa Cymru - National Museum Wales. I fossili furono in seguito preparati da Craig Chivers e Gary Blackwell. Il 20 luglio 2015, lo studente Sam Davies scoprì ulteriori lastre di pietra, contenenti le ossa dei piede.

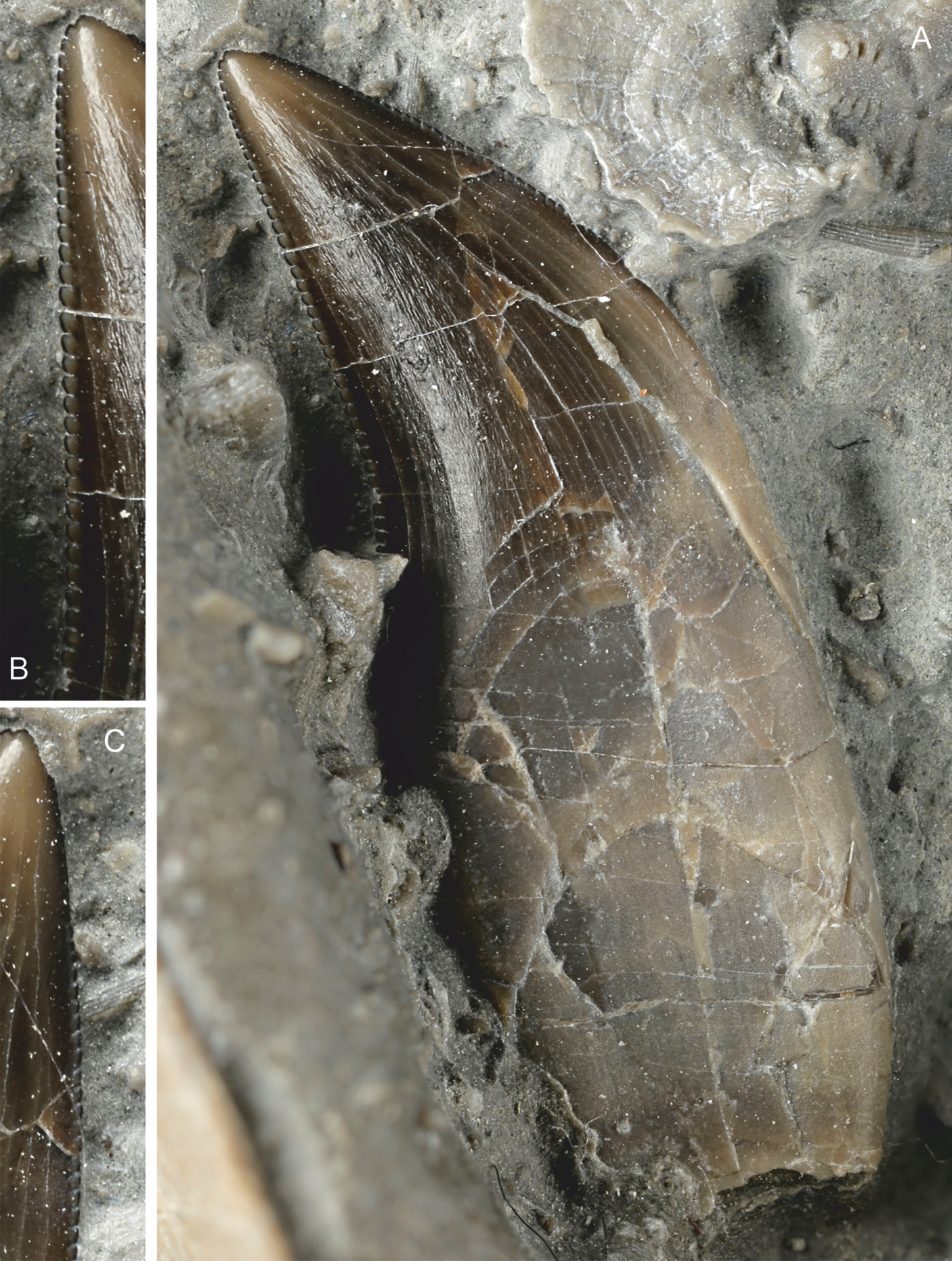
Dente fossilizzato di D. hanigani.

La specie tipo, Dracoraptor hanigani, è stata nominata e descritta nel 2016 da David M. Martill, Steven U. Vidovic, Cindy Howells, e John R. Nudds. Il nome generico combina la parola latina draco, ossia "drago", in riferimento al Drago Gallese, con il termine raptor, ossia "ladro", un suffisso usuale nei nomi dei teropodi. Il nome specifico, invece, onora Nick e Rob Hanigan, i suoi scopritori.
L'olotipo, (NMW 2015.5G.1-2015.5G.11), è stato scoperto nella parte bassa di Bull Cliff, membro delle Blue Lias, una formazione del Regno Unito. Più precisamente, proviene da strati risalenti poco al di sotto è venuto da uno strato di pochi metri al di sotto della prima prova di fossili del Giurassico, rappresentati dall'ammonite Psiloceras e poco più sopra del limite Triassico-Giurassico, datando l'animale ai primi anni dell'Hettangiano, circa 201,3 milioni di anni fa.
L'olotipo è costituito da uno scheletro parziale comprendente il cranio. Esso contiene sia la premascella, entrambe le ganasce, alcuni denti, l'osso lacrimale, un osso giugale, un post-orbitale, un osso squamoso, un sopra-occipitale, alcune parti della mandibola, un possibile ioide, due vertebre del collo, alcune costole del collo, alcune vertebre del dorso, almeno cinque vertebre caudali anteriore, delle costole, le parti inferiori di una zampa anteriore sinistra, una furcula, entrambe le ossa del pube, l'ischio, un femore destro, una tibia, un astragalo sinistro, tre tarso e tre metatarso. Cosa molto rara nei fossili di teropodi, sono presenti il 40% degli elementi scheletrici. Alcune ossa sono state conservate come muffe naturali. Questo animale rappresenta il teropode Mesozoico più completo noto del Galles.

## Paleobiologia
Alla fine del periodo Triassico circa la metà delle specie terrestri si estinse. Tale evento permise ai dinosauri di spazzare via la concorrenza di altri grandi rettili come i rauisuchi e i dicynodontia, evolvendosi in creature più grandi che avrebbero ereditato il mondo. I più grandi predatori terrestri alla fine del Triassico erano i rauisuchia, grandi rettili quadrupedi simili a coccodrilli, che una volta scomparsi permisero ai dinosauri teropodi di prendere il loro posto come predatori terrestri dominanti.
Il Dracoraptor aveva denti aguzzi e seghettati, indicando una dieta prevalentemente carnivora. Tuttavia le dimensioni dei denti (lunghi circa 1 cm), indicano una dieta di piccoli animali e, forse, anche insetti.
Il Dracoraptor è il più antico dinosauro del Giurassico. Il paleontologo Vidovoc parlando del Dracoraptor a affermato che: